# Damian Warner
Damian Warner (London, 4 novembre 1989) è un multiplista canadese, campione olimpico del decathlon a Tokyo 2020.

## Palmarès
| Anno | Manifestazione          | Sede           | Evento    | Risultato | Prestazione | Note                                                       |
| ---- | ----------------------- | -------------- | --------- | --------- | ----------- | ---------------------------------------------------------- |
| 2011 | Mondiali                | Taegu          | Decathlon | 18º       | 7 832 p.    |                                                            |
| 2012 | Giochi olimpici         | Londra         | Decathlon | 5º        | 8 442 p.    |                                                            |
| 2013 | Mondiali                | Mosca          | Decathlon | Bronzo    | 8 512 p.    | Miglior prestazione personale                              |
| 2014 | Mondiali indoor         | Sopot          | Eptathlon | 7º        | 6 129 p.    | Miglior prestazione personale                              |
| 2014 | Giochi del Commonwealth | Glasgow        | Decathlon | Oro       | 8 282 p.    |                                                            |
| 2015 | Giochi panamericani     | Toronto        | Decathlon | Oro       | 8 659 p.    | Record dei Giochi · Record nazionale                       |
| 2015 | Mondiali                | Pechino        | Decathlon | Argento   | 8 695 p.    | Record nazionale                                           |
| 2016 | Giochi olimpici         | Rio de Janeiro | Decathlon | Bronzo    | 8 666 p.    |                                                            |
| 2017 | Mondiali                | Londra         | Decathlon | 5º        | 8 309 p.    |                                                            |
| 2018 | Mondiali indoor         | Birmingham     | Eptathlon | Argento   | 6 343 p.    | Record nazionale                                           |
| 2018 | Giochi del Commonwealth | Gold Coast     | Decathlon | dnf       | dnf         |                                                            |
| 2019 | Giochi panamericani     | Lima           | Decathlon | Oro       | 8 513 p.    |                                                            |
| 2019 | Mondiali                | Doha           | Decathlon | Bronzo    | 8 529 p.    |                                                            |
| 2021 | Giochi olimpici         | Tokyo          | Decathlon | Oro       | 9 018 p.    | Record olimpico · Record nazionale                         |
| 2022 | Mondiali indoor         | Belgrado       | Eptathlon | Oro       | 6 489 p.    | Miglior prestazione mondiale stagionale · Record nazionale |
| 2022 | Mondiali                | Eugene         | Decathlon | dnf       | dnf         |                                                            |
| 2023 | Mondiali                | Budapest       | Decathlon | Argento   | 8 804 p.    | Miglior prestazione personale stagionale                   |
| 2024 | Giochi olimpici         | Parigi         | Decathlon | dnf       | dnf         |                                                            |